# ニューロマンティック
ニューロマンティック（ニューロマンティックス、ニューロマンティクス）は、1970年代後半のロンドンで、ニュー・ウェイヴシーンから派生した音楽ジャンルのひとつ。
イギリス人のスティーヴ・ストレンジが主宰開催した「デヴィッド・ボウイ･ナイト」が発祥と言われ、スティーヴ・ストレンジのバンド、ヴィサージがニューロマンティックのスタートであり、後にカルチャー・クラブやデュラン・デュランなどが登場した。
ニューロマンティックのサウンド面は、基本的にはシンセサイザーを多用したエレクトロ・ポップが主体であるが、生演奏主体のバンドも多く存在するため音楽性は様々である。
ルーツとしては、デヴィッド・ボウイやロキシー・ミュージック等のグラム・ロックの流れからのダンディズムが構築されていったとされる。ビジュアル戦略により、1980年代前半のアメリカで第2次ブリティッシュ・インヴェイジョンと呼ばれるブームを巻き起こした。

## 歴史
誕生のきっかけは、70年代末からの英国のパンクへの、共感と反発であった。パンクが先鋭さを失いニューウェイヴが台頭する中、新たな刺激と表現方法を模索し始めた若者たちは、スティーヴ・ストレンジとラスティ・イーガンが1978年にソーホーのクラブ＝ゴシップでスタートしたパーティに、集まるようになる。その後、ビリーズ、さらにコヴェント・ガーデンのブリッツへと場所を変えたパーティは、ロンドン随一の人気を誇るクラブ・イヴェントへと成長。平等主義を掲げるブリッツには、クローク係だったボーイ・ジョージ、シャーデー、スパンダー・バレエの面々といった未来のスターが集う反面、ドレスコード（個性的なファッションが良いとされた）を満たしていない者はミック・ジャガーのような有名人でも追い返された。
音楽的にはデヴィッド・ボウイとロキシー・ミュージックを核に、イギー・ポップ、シスター・スレッジ、クラフトワーク、ジョルジオ・モロダー、テレックス、YMOなどを逸早く紹介した。
これらを融合させたダンサブルで斬新なサウンドを打ち出したのが、ストレンジとイーガンがリッチ・キッズのミッジ・ユーロやマガジンのメンバーらと結成したヴィサージ、そしてスパンダー・バレエだった。ちなみに、当初は"ピーコック・パンク"や"フューチャリスツ"などと呼ばれていたムーヴメントを"New Romantic"と命名したのは、ランドスケープを率いるニュージーランド人のドラマー兼プログラマーで、スパンダー・バレエの最初の2枚のアルバムをプロデュースした、リチャード・ジェイムス・バージェスである。

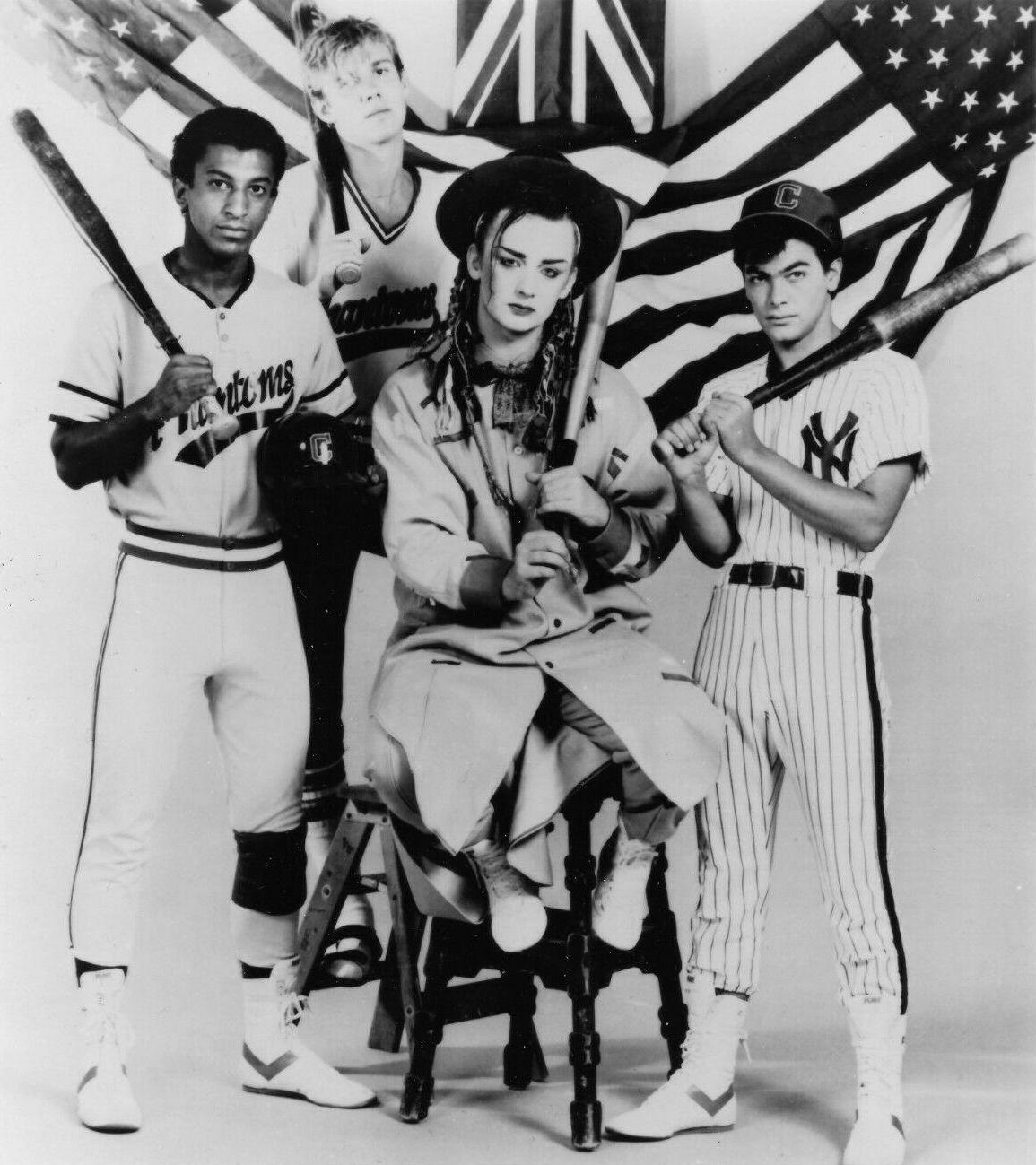
カルチャー・クラブ

「君は完璧さ」「タイム」などがヒットしたカルチャー・クラブはロンドン発のニュー・ロマンティック・バンドの代表格に数えられている。
その他にもウルトラヴォックスなどロンドンが中心のムーヴメントにおいて、バーミンガム出身ながら代表格と目されているのがデュラン・デュランである。バンドのデビュー前から、ニック・ローズはバーミンガムにおけるニュー・ロマンティック拠点だったクラブ（ラム・ランナー）のDJとして人気を誇っていた。彼はラスティのセレクションと大いに重複する曲をかけながら、パンクの次に鳴らすべき音を独自に模索していた。同時にラム・ランナーは初期のデュラン・デュランのライヴ会場ともなり、彼らにとって、スパンダー・バレエにとってのブリッツに似た機能を果たした。
彼らの先輩とも言うべきバンドのジャパンはニュー・ロマンティックと呼ばれるのを嫌ったが、そのファッションとサウンドの類似性からニュー・ロマンティックの先駆者と呼ばれることもある。
シェフィールド出身で当初は実験的なエレクトロニック・ミュージックをやっていたヒューマン・リーグやABCも、やがて変化してカラフルなイメージでキャッチーなサウンドを振り撒き、アメリカでも大ヒットした。
1980年に創設のサム・ビザール・レコーズからリリースされたコンピレーション『Some Bizzare Album』では、デペッシュ・モードやソフト・セルなどの若い才能が世に出た。
エレ・ポップ系以外では、もともとはダークなパンクをやっていたアダム&ジ・アンツは、ブルンディ・ドラムという装置でアフリカのトライバルなリズムを大々的に取り入れて成功。しかしアダム・アントは常に、ニューロマンティックに分類されることに拒否反応を示していたという。また、マネージャーのマルコム・マクラーレンが初期ジ・アンツのメンバーを引き抜いて、ビルマ人モヒカン少女のアナベラをボーカルに据えたバウ・ワウ・ワウも、同様にジャングル・ビートを打ち鳴らした。
アメリカにも伝わっていったニュー・ロマンティックはしかし、1982年頃には収束に向かっていた。メディアがセンセーショナルに取り上げるほどに、ファッションも音楽もメインストリーム向けに薄めたヴァージョンが広く出回った。そして次第に、かつてのパンクのようにエッジを失っていった。

## ファッション
ニューロマンティックの音楽性は様々であるが、初期はヒラヒラした中世ヨーロッパ的な衣装を身につけたり、派手な化粧をするなど、外見に関してその特徴が一致する。
1978年の暮れにオープンしたビリーズの2店目では、できるだけ個性的なファッションが入店の条件とされた。翌年ブリッツに移る頃には、アート・スクールの学生やファッション・デザイナーらの溜まり場と化し、いわゆる"ブリッツ・キッズ"が登場した。彼らは両性具有的なイメージを強調し、厭世的な快楽主義を歌いあげた。やがて会場はヘルへと移り、他にもル・キルトやル・ビート・ルートといったクラブもソーホーに現れ、1986年には映画『ビギナーズ』となって表出した。
ムーヴメントは、その後ファッション・デザイナーのスティーヴン・リナーズ、スティーヴン・ジョーンズなどを生んだ。さらに、このシーンからは『ザ・フェイス』や『i-D』、『ブリッツ』といったスタイルマガジンも生まれた。ヴィヴィアン・ウエストウッドとマルコム・マクラーレンがセディショナリーズを改装してワールド・エンドを始めたのも大きく関係している。
バーミンガムでは前述のラム・ランナーから出て来たファッションが「バーミンガム・コンティジェント」と呼ばれた。後にジグ・ジグ・スパトニックで一世を風靡するマーティン・デグヴィルもその一派だった。
デヴィッド・ボウイの1980年のヒット曲「Ashes to Ashes」のビデオでは、まさしく当時のシーンを象徴するピエロ姿のボウイとともにスティーヴ・ストレンジなども見られる。
その後ストレンジとイーガンは幾つかのクラブを経て、1982年にはカムデン・パレスの会場デザインなども手掛け、オープンに立ち会った。

## 商業化
1981年、アメリカで音楽専門ケーブルテレビのMTVが開局すると、ニューロマンティックのバンドたちはそれをプロモーション手段として貪欲に活用した。彼らのなかにはたった数年で驚くほどメジャーなスターになった者も多い。しかしそれゆえに「ニュー・ロマンティックは商業主義的」という批判が高まり、一部の批評家たちには全く評価されないまま現代に至る。

## 日本での展開
1980年代当時、日本においてニューロマンティック・バンドと呼べるものが存在していたのか証明するのは難しい。近い存在としては一風堂のギタリスト土屋昌巳が活躍していた。彼は後期ジャパンのメンバーとして、またアーケイディア（デュラン・デュランの派生ユニット）のサポートメンバーとしても活動していて、ニューロマンティック・バンドとそれなりに付き合いもある。しかし一風堂そのものがニューロマンティック・バンドだったのかどうかは意見が分かれる。また、デビュー当時のTM NETWORKのファッションにもニューロマンティックの影響が窺える。既にベテランの歌手だった沢田研二も、アダム&ジ・アンツなどのサウンドやファッションを取り入れた。とはいえニューロマンティックに逸早く反応したのはむしろ、本田恭章や中川勝彦、松岡英明といった当時はアイドル系とみなされていたソロ・アーティストたちであった。吉川晃司や、岡村靖幸などのシンガーソングライターにもニューロマンティックの影響がみられるという意見もある。バンドブーム以降はGRASS VALLEY、SOFT BALLET、access、LUNA SEA、SHAZNA、L'Arc～en～Cielなどヴィジュアル系と呼ばれるバンドたちのメンバーがニューロマンティック・バンドからの影響を語っていたが、ヴィジュアル系の多くはゴシック・ロック系とみなされることが多かった。

## アーティスト
※ 参考サイト「ニュー・ウェイヴのススメ ① ニュー・ロマンティック - VICE」による
- ヴィサージ
- ウルトラヴォックス
- アダム&ジ・アンツ
- デュラン・デュラン
- スパンダー・バレエ
- カルチャー・クラブ
- ヒューマン・リーグ
- ソフト・セル
- オーケストラル・マヌーヴァーズ・イン・ザ・ダーク (OMD)
- ABC
- Landscape（後期）[7]
- ジャパン
- トーク・トーク（初期）
- デペッシュ・モード（初期）
- クラシックス・ヌヴォー
- シンプル・マインズ[6]
- バウ・ワウ・ワウ
- モダン・ロマンス[19]
- チャイナ・クライシス[20]
- カジャグーグー
- トンプソン・ツインズ[21]
- フロック・オブ・シーガルズ
- デッド・オア・アライヴ